# 明元密杜皇后
明元密杜皇后（めいげんみつとこうごう、? - 420年）は、北魏の明元帝の貴嬪（側室）で、太武帝拓跋燾の生母。皇后として追尊された。本貫は魏郡鄴県。

## 生涯
陽平王杜超の妹にあたる。良家の女子として選抜されて太子宮に入り、寵愛を受けて拓跋燾を生んだ。明元帝が即位すると、貴嬪となった。420年（泰常5年）6月、死去した。諡は密貴嬪といい、雲中金陵に葬られた。太武帝が即位すると、「密皇后」の諡号を受けた。

## 伝記資料
- 『魏書』巻13 列伝第1
- 『北史』巻13 列伝第1